# Трстењак млакар
Трстењак млакар (лат. Acrocephalus palustris) је грмуша Старог света тренутно класификована у породицу Acrocephalidae. Трстењак млакар се гнезди у умереној Европи и западном Палеарктику, а зимује углавном у југоисточној Африци. Познато је по томе што у своју песму укључује упечатљиве имитације широког спектра других птица.
Трстењак млакар се гнезди у разним, углавном влажним стаништима, али у Африци зимује углавном у сувим, вегетацијом добро обраслим подручјима. Уобичајена је на већем делу свог подручја гнежђења и шири своје распрострањеност у неким подручјима. Међутим, у Британији је сада практично изумрла као гнездарица, иако разлози за њен пад нису јасни. Ова инсектоједа грмуша се лако може помешати са неколико блиских сродника, али песма мужјака је веома препознатљива.

## Таксономија
Трстењака млакара је формално описао 1798. године немачки природњак Јохан Матеус Бехштајн под научним именом Motacilla s. Sylvia palustris. Типична локација је Немачка. Трстењак млакар је сада једна од око 42 врсте смештених у род Acrocephalus, који су увели Јохан Андреас Науман и његов син Јохан Фридрих Науман 1811. године. Име рода Acrocephalus потиче од старо-грчког ''άκρος'' (akros) "највиши" и ''κεφαλή'' (kephale) "глава". Могуће је да су Науманови мислили да akros значи "оштрог врха". Специфични епитет palustris потиче из латинског и значи "мочварно". Трстењак млакар се сматра монотипским таксоном и не постоје значајне географске варијације.

## Опис
Ово је средње велика грмуша. По изгледу је веома сличан неколико других акроцефалних грмуша, као што је трстењак цвркутић (Acrocephalus scirpaceus) који се такође јавља у мочварама и има сличан ареал гнежђења. Карактеристична песма мужјака је корисна за идентификацију, јер ниједан други члан рода не опонаша друге птице у значајној мери. Трстењак млакар такође тежи да избегава чисте трске које су омиљено станиште трстењака цвркутића. Полови су слични по изгледу. Повремено је забележена хибридизација и са трстењаком цвркутићем и шумским трстењаком (Acrocephalus dumetorum).
Трстењак млакар је најпознатији по изузетно имитирајућој песми коју певају мужјаци, а врло ретко и женке. Сваки мужјак трстењака млакара укључује имитације широког спектра других птица у своју песму. Друге птице певачице се најчешће имитирају, али су забележени и оглашавања других врста птица као што су мочварице, кљунорошци и голубови. У просеку, сваки мужјак птице укључује имитације 75 других врста у своју песму, при чему се више имитирају афричке него северне врсте. Чини се да се сво учење одвија лети када се птица излегне у Европи или Азији, а током своје прве зиме у Африци. Оглашавање птица који се чују у наредним годинама нису додати у репертоар трстењака млакара. Женке могу отпевати једноставну, неимитативну песму, а познат је и низ других оглашавања.

## Распрострањеност и станиште
Трстењак млакар се гнезди у средњим географским ширинама Европе и западне Азије, од Ламанша до око 70 степени источне географске ширине. Углавном насељава подручја са континенталном климом, али се гнезди, или се гнездила, и у Британији и северној Француској. Углавном је птица низија, али се јавља и на надморским висинама до 3.000 метара у Грузији. Последњих деценија проширио је свој ареал на север, са све већим бројем птица које се гнезде у Скандинавији и северозападној Русији  Певајући мужјаци се повремено чују у Ирској, а последњи пут 2017. године.
У западној Европи, трстењак млакар се гнезди углавном у бујној вегетацији на влажним или сезонски поплављеним земљиштима, а посебно је привлачи висока зељаста вегетација попут коприве, суручица, врбовица, као и младо врбе и друге ниске дрвенасте биљке. Може се гнездити на урбаним "смеђим" пољима са одговарајућом вегетацијом, на пример у Берлину, а повремено и у обрадивим усевима. У источном делу свог ареала, гнезди се на сувим падинама са жбуњем и у отвореним шумама, као и у влажнијим стаништима  на којима често борави и на западу.
Трстењак млакар зимује углавном у југоисточној Африци, од северне провинције Кејп до Замбије и Малавија. Користи низ добро обраслих станишта, од влажног жбуња до густих шипражја и шумских ивица, на надморским висинама до 2.400 м. Трстењак млакар има тенденцију да мигрира из Европе у Африку преко Блиског истока, при чему многе прелазе Арабију и стижу у Африку на суданску обалу Црвеног мора. Одрасле птице обично напуштају своја места за гнежђење убрзо након што се њихови млади осамостале, а потомство их прати око две недеље касније. На обали Црвеног мора већина птица стиже од средине августа до средине септембра, са врхунцем одраслих јединки у августу, а младунаца у септембру. Птице обично проводе већи део јесени негде у североисточној или источној Африци, пре него што наставе на југ и стигну на своја зимовалишта у децембру или јануару. 
У пролеће, трстењаци млакари напуштају своја зимовалишта у марту или априлу. Сматра се да прате углавном сличне руте као и током јесење миграције. Птице које се гнезде у југоисточној Европи, на пример на обали Црног мора, могу тамо стићи до краја априла. У другим деловима свог ареала, већина птица не стиже до средине маја. На западној и северној граници свог ареала, као што је Енглеска, птице обично не стижу до краја маја или почетка јуна. 
Као луталица, врста је забележена чак на Исланду и Мадеири.

## Понашање

### Гнежђење
Врста је обично моногамна. Трстењаци млакари имају тенденцију да сваке године бирају нове партнере и не враћају се нужно на гнежђење у истом подручју као претходних година. На местима где се гнезде су територијални, са територијама које су често груписане у растресите колоније. У Африци су углавном самотне и могу донекле бранити територије. Гнездо је шољасто, направљено углавном од лишћа и биљних стабљика, и обично се налази у густој вегетацији, на различитим висинама. Полажу се три до шест јаја. Оба пола доносе храну младунцима. Барем у континенталној Европи, врста има кратку сезону размножавања, од 52-55 дана. У неким областима, као што је Бугарска, трстењаци млакари пате од значајног нивоа паразитирања гнезда од стране обичних кукавица.

### Исхрана и храњење
Трстењак млакар је углавном инсектојед, али једе и неке пауке и мали број пужева. Углавном сакупља инсекте са вегетације, али их понекад хвата на земљи или у ваздуху. У јесен се може јести мала количина бобица. Није било детаљних студија о исхрани птица у Африци, иако је познато да су технике тражења хране током зиме веома сличне онима у другим годишњим добима.

## Статус
Верује се да популација на глобалном нивоу расте, а IUCN категорише врсту као најмање угрожени таксон. Процењује се да има укупну популацију од 12,3 до 17,9 милиона јединки.
У Британији врста никада није била широко распрострањена и нестала је из многих подручја од 1930-их па надаље. До 1970-их, трстењаци млакари су се гнездили у значајном броју само у Вустерширу, где је сваке године забележено 40-70 парова. Ова популација је ефикасно изумрла до краја 1990-их. Од 1970-их и 1980-их па надаље, веома мала популација се полако развијала у југоисточној Енглеској. Међутим, и ова популација је сада близу изумирања. Разлози за пад популације у Британији нису у потпуности схваћени, упркос томе што изгледа да постоји много погодних станишта. У Акционом плану за биодиверзитет за ту врсту даље се наводи да није јасно шта се може учинити да се врста сачува осим заштите станишта на познатим местима за гнежђење и заштите птица од сакупљача јаја и од узнемиравања.